# ミス・ユニバース2016
ミス・ユニバース2016（Miss Universe 2016、第65回ミス・ユニバース世界大会）は2017年1月30日にフィリピンのマニラ首都圏のパサイ市のモール・オブ・アジア・アリーナで開催された。最後にフランスのイリス・ミトゥネールが優勝し、フィリピンのピア・ウォルツバックから後継者として栄冠を授けられた。日本からは中沢沙理が出場した。大会がその年のうちに開催されなかったのは、2014年大会が2015年1月に開催されたのに次いで、史上2度目であった。
フランスの優勝は、1953年以来ミス・ユニバース史上最も長い63年ぶりのことであった。ミトゥネールは1990年に優勝したノルウェーのモナ・グルート以来26年ぶりに、任期を全うしたヨーロッパ人のミス・ユニバースとなった。そして2002年に優勝し、4か月後にタイトルを剥奪されたロシアのオクサーナ・フョードロワ以来の、明白にタイトルを獲得したヨーロッパ女性であった。

## 最終結果

### 入賞者
| 最終結果             | 参加者 |
| -------------------- | --- |

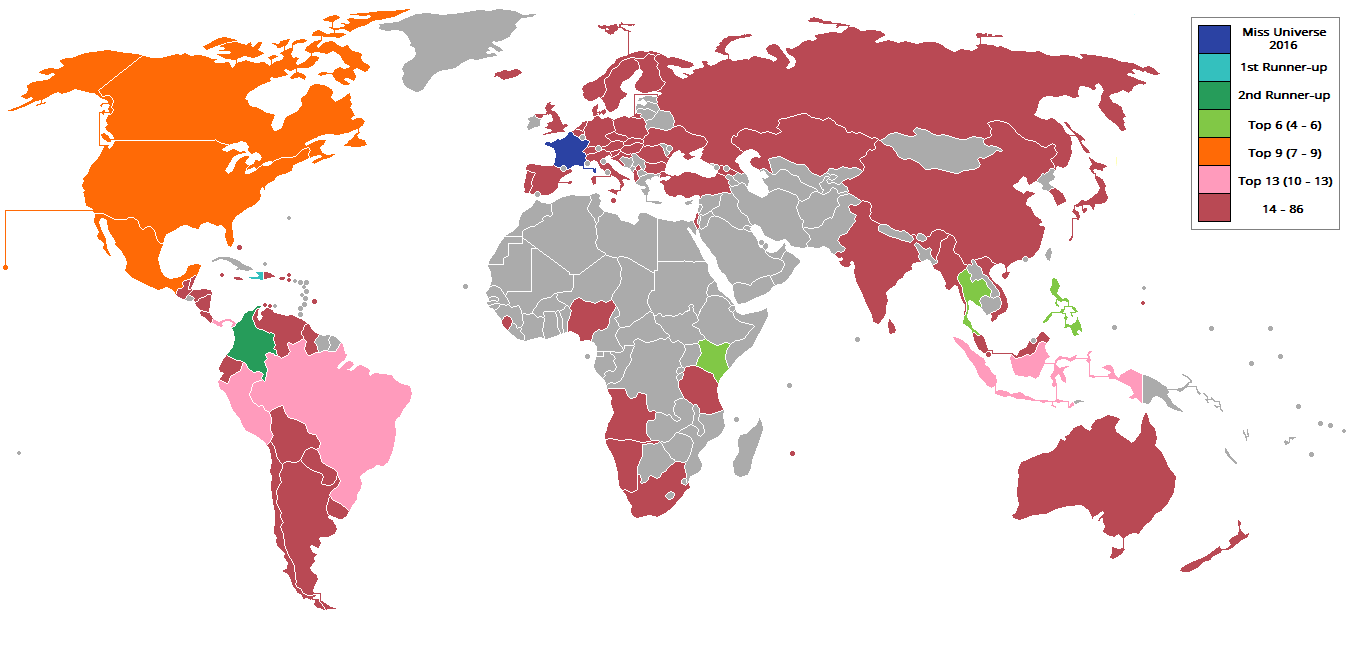
ミス・ユニバース2016の最終結果:
ミス・ユニバース2016
第2位
第3位
トップ6
トップ9
トップ13
14位–86位

| ミス・ユニバース2016 | - フランス – イリス・ミトゥネール（Iris Mittenaere） |
| 第2位                | - ハイチ – ラケル・ペリシエ（Raquel Pélissier） |
| 第3位                | - コロンビア – アンドレア・トヴァル（Andrea Tovar） |
| トップ6              | - ケニア – メアリー・エステル・ウェレ（Mary Esther Were） - フィリピン – マクシーン・メディナ（Maxine Medina） - タイ – チャリター・スワンサネー（Chalita Suansane） |
| トップ9              | - カナダ – シエラ・ベアチェル - メキシコ – クリスタル・シルバ - アメリカ – デショーナ・バーバー                                                                      |
| トップ13             | - ブラジル – ライッサ・サンタナ - インドネシア – ケジア・ワルー - パナマ – ケイティ・ドレナン - ペルー – ヴァレリア・ピアッツァ                                      |

### 特別賞
- ミス・コンジニアリティ -  ジェニー・キム（ 韓国）
- ベスト・ナショナル・コスチューム - テ・テ・トゥン（ ミャンマー）
- ミス・フォトジェニック - リンディタ・イドリジ（ アルバニア）

## ノート
1. 1 2  この大会はフィリピン標準時（UTC+8）で午前8時に開催された。アメリカ大陸では、これは合衆国を含む地方時で1月29日であった[1]。